# Ostholstein
Ostholstein là một huyện ở Schleswig-Holstein, Đức. Các huyện giáp ranh (từ phía tây nam theo chiều kim đồng hồ) là: Stormarn, Segeberg và Plön, biển Baltic and thành phố Lübeck.
Huyện được lập năm 1970 thông qua việc sáp nhập các huyện Eutin và Oldenburg.
Huyện này gồm bán đảo Wagrien giữa vịnh Lübeck và vịnh Kiel, đảo Fehmarn, phía đông khu vực "Holsteinische Schweiz" và ngoại ô phía nam của Lübeck.
Đỉnh cao nhất là núi Bungs cao 168 m. Đảo Fehmarn là đảo lớn thứ 3 ở Đức.

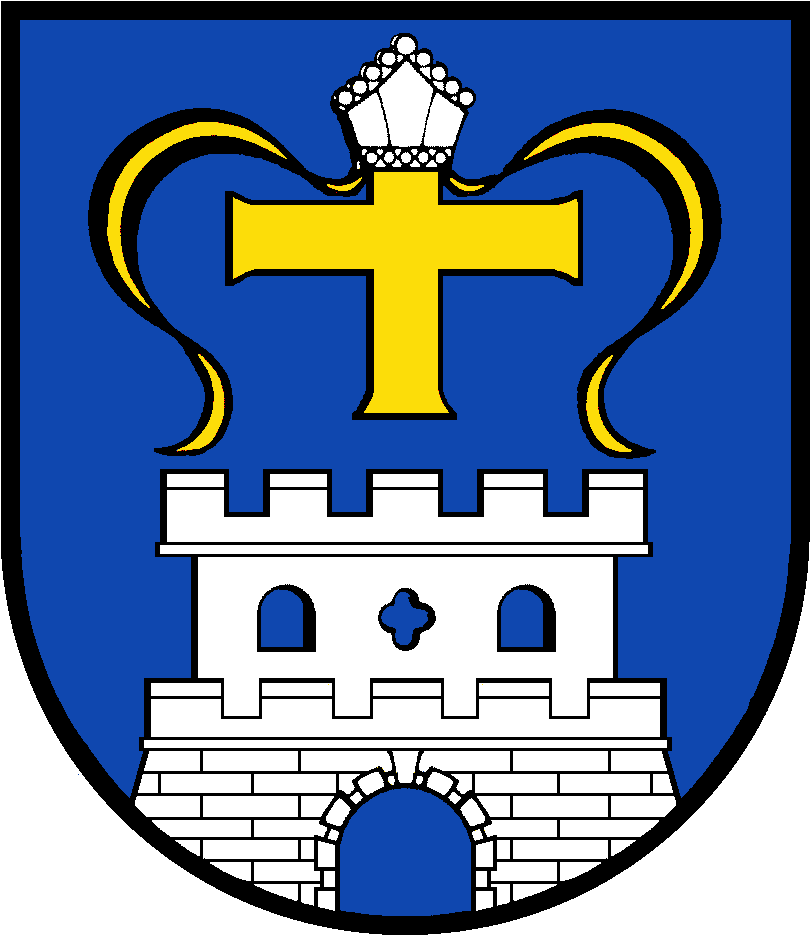
Huy hiệu

## Các thị xã và đô thị
| Thị xã độc lập                                                                                         | Đô thị độc lập |
| --- | --- |
| 1. Bad Schwartau 2. Eutin 3. Fehmarn 4. Heiligenhafen 5. Neustadt in Holstein 6. Oldenburg in Holstein | 1. Ahrensbök 2. Dahme 3. Grömitz 4. Grube 5. Kellenhusen 6. Malente 7. Ratekau 8. Scharbeutz 9. Stockelsdorf 10. Süsel 11. Timmendorfer Strand |

| Ämter | Ämter |
| --- | --- |
| - 1. Großer Plöner See [seat: Plön] (11 đô thị khác của Amt thuộc huyện Plön) 1. Bosau - 2. Lensahn 1. Beschendorf 2. Damlos 3. Harmsdorf 4. Kabelhorst 5. Lensahn1 6. Manhagen 7. Riepsdorf | - 3. Oldenburg-Land [seat: Oldenburg in Holstein] 1. Göhl 2. Gremersdorf 3. Großenbrode 4. Heringsdorf 5. Neukirchen 6. Wangels - 4. Ostholstein-Mitte 1. Altenkrempe 2. Kasseedorf 3. Schashagen 4. Schönwalde am Bungsberg1 5. Sierksdorf |
| 1thủ phủ của Amt | |